# Miki Roqué
Miguel "Miki" Roqué Farrero (Tremp, 1988. július 8. – Barcelona, 2012. június 24.) spanyol labdarúgó, a Real Betis korábbi játékosa.

## Pályafutása
Fiatalon az angol Liverpoolhoz került, ahonnan több másik együtteshez került kölcsönbe. Részese volt a 2006-os Ifjúsági FA-kupa-győzelemnek; a felnőtt csapatban csak pár percnyi játéklehetőséget kapott csereként beállva a BL-csoportkör utolsó meccsén a Galatasaray ellen 2006. december 5-én.
A harmadosztályú Oldham Athletic után hazai alsóbb osztályú csapatoknál játszott, majd 2009-ben végleg hazatért és a Real Betis szolgálatában állt haláláig.

## Betegsége
Roquénél 2011 márciusában diagnosztizáltak rákot, s a következő évben, 2012 júniusában, 24. születésnapja előtt két héttel elhunyt.